# Force aérienne de la république de Singapour
La Force aérienne de la république de Singapour (Angkatan Udara Republik Singapura) est la composante aérienne des Forces armées de Singapour.

## Histoire
Lors du départ des forces armées du Royaume-Uni de leur site de Singapour, le Singapore Air Defence Command (SADC) est fondé en septembre 1968. Il reçoit les installations militaires et rachète les systèmes de défenses anti-aériens britanniques, dont des batteries de Bristol Bloodhound, mais doit reconstituer son parc aérien à partir de zéro. Il est renommé Republic of Singapore Air Force (RSAF) en avril 1975.
Singapore Aircraft Industries - aujourd’hui ST Aerospace - s'occupe de la maintenance de ses aéronefs.

## Aéronefs
Les appareils en service en 2016 sont les suivants[réf. nécessaire] :
| Aéronefs                              | Origine          | Type                                                  | En service      | Versions                                        |
| avion de combat                       | avion de combat  | avion de combat                                       | avion de combat | avion de combat                                 |
| ------------------------------------- | ---------------- | ----------------------------------------------------- | --------------- | ----------------------------------------------- |
| McDonnell Douglas F-15 Strike Eagle   | États-Unis       | Avion de combat multirôle                             | 40              | F-15SG                                          |
| General Dynamics F-16 Fighting Falcon | États-Unis       | Avion de combat multirôle                             | 60              | F-16C F-16D                                     |
| Lockheed-Martin F-35 Lightning II     | États-Unis       | Avion de combat multirôle                             | 0(12)           | F-35B                                           |
| avion de transport                    |                  |                                                       |                 |                                                 |
| Lockheed C-130 Hercules               | États-Unis       | Avion de transport tactique                           | 5               | C-130H (2 ELINT)                                |
| Fokker F50                            | Pays-Bas         | Avion de transport de personnel                       | 4               |                                                 |
| Avion ravitailleur & AWACS            |                  |                                                       |                 |                                                 |
| Gulfstream G500                       | États-Unis       | Avion de surveillance AEW&C                           | 4               | G550-AEW                                        |
| Airbus A330 MRTT                      | Union européenne | Avion ravitailleur                                    | 4               | KC-30A                                          |
| Lockeed KC-130 Hercules               | États-Unis       | Avion ravitailleur                                    | 1 4             | KC-130H KC-130B                                 |
| avion de patrouille maritime          |                  |                                                       |                 |                                                 |
| Fokker F50                            | Pays-Bas         | Avion de patrouille maritime                          | 5               | F-50 Maritime Enforcer                          |
| avion d'entrainement                  |                  |                                                       |                 |                                                 |
| Pilatus PC-21                         | Suisse           | Avion d'entrainement                                  | 19              | Basé sur la RAAF Base Pearce (en) en Australie  |
| Aermacchi M-346 Master                | Italie           | Avion d'entrainement avancé                           | 12              | Basé sur la base aérienne 120 Cazaux en France. |
| Hélicoptère                           |                  |                                                       |                 |                                                 |
| Boeing AH-64 Apache                   | États-Unis       | Hélicoptère de combat                                 | 19              | AH-64D                                          |
| Sikorsky S-70                         | États-Unis       | Hélicoptère de lutte ASM                              | 6               | S-70B Seahawk                                   |
| Boeing CH-47 Chinook                  | États-Unis       | Hélicoptère de transport lourd                        | 16              | 6 CH-47D & 10 CH-47SD                           |
| Aérospatiale AS332 Super Puma         | France           | Hélicoptère de transport et de recherche et sauvetage | 18              | AS332M (dont 5 SAR)                             |
| Aérospatiale AS532 Cougar             | France           | Hélicoptère de transport                              | 12              | AS532UL                                         |
| Eurocopter EC120 Colibri              | Union européenne | Hélicoptère d'entrainement                            | 5               | en location                                     |
| Drone                                 |                  |                                                       |                 |                                                 |
| Hermes 450                            | Israël           | Drone de reconnaissance                               | 9+              |                                                 |
| IAI Heron                             | Israël           | Drone de reconnaissance                               | 8+              | Heron 1                                         |
| IAI Searcher                          | Israël           | Drone de reconnaissance                               | 20              | Searcher MkII                                   |